# Chikkarasinakere, Maddur
Chikkarasinakere là một làng thuộc tehsil Maddur, huyện Mandya, bang Karnataka, Ấn Độ.